# Tierra Control
Tierra Control en Latinoamérica y Control de la Tierra en España (geoquinesis), dentro del universo de ficción de Avatar: La Leyenda de Aang y Avatar: la leyenda de Korra es la técnica utilizada por los Maestros Tierra o Maestros de la Tierra, que involucra la capacidad para manipular la tierra en todas sus diversas formas.
La Tierra es el elemento de la solidez, por lo que los Maestros Tierra y la gente del Reino Tierra en general se caracterizan por ser fuertes y orgullosos. La clave del Tierra Control es el ying neutral, que consiste en escuchar atentamente y esperar el momento indicado para atacar, y cuando llegue, actuar con determinación.

## Origen
Los primeros maestros Tierra Control adquirieron sus habilidades observando e imitando a los movimientos de los Tejones-Topos, los cuales habitan en las montañas alrededor del territorio del Reino Tierra. Según cuenta una leyenda, conocida ampliamente como "La Leyenda de los Dos amantes", dos jóvenes llamados Oma y Shu, que estaban enamorados, pero provenían de dos aldeas separadas que estaban en guerra, aprendieron este arte para poder reunirse dentro de la montaña que separaba las dos aldeas. Para asegurarse de que nadie pudiera encontrarlos, usaron sus habilidades para crear un laberinto de túneles dentro de esta montaña, del cual solo ellos dos conocían el camino. Un día, después de muchas reuniones, el hombre no apareció, pues murió víctima del conflicto entre las dos aldeas. Destrozada, ella desplegó todos sus poderes de maestra tierra, y proclamó el fin de la guerra. Ambas aldeas se unieron para formar una gran ciudad, que fue llamada Omashu, en honor a su amor.

## Maestro Tierra
Es toda aquella persona dentro del universo de Avatar que tenga la capacidad de realizar Tierra Control.
La gente del Reino Tierra suele tener cabello negro o castaño oscuro; ojos verdes, cafés o grises; y la piel algo bronceada, aunque algunos nobles tienen piel más clara. Los colores tradicionales de su vestimenta van desde verde y amarillo vibrantes a tonos más simples de beige y marrón. Es común que el cabello lo lleven sencillo por comodidad en el trabajo o más elaborado para causar una gran impresión. Sin embargo, las indumentarias varían mucho de una región a otra. En el Oeste y el Sur, los hombres suelen llevar el cabello en un nudo alto, adornado con sujetadores y alfileres, y suelen llevar barbas y/o bigotes. Las mujeres de las regiones del Oeste y Sur del Reino Tierra llevan su cabello suelto o recogido en la parte superior de la cabeza. En Ba Sing Se, las mujeres suelen llevar su largo cabello amarrado a un sujetador, adornados con borlas o flores; los hombres suelen usar una coleta simple. Los ciudadanos de Omashu suelen llevar largas túnicas, y se ocultan el cabello con sombreros o turbantes. Los granjeros y otros trabajadores llevan sombreros de paja cónicos sujetos con una tira para protegerse del sol.

## Estilo de lucha
El Tierra Control se basa principalmente en el estilo de Kung Fu Hung Gar, que cuenta con posiciones muy arraigadas y el uso de fuertes patadas y puñetazos que evocan la masa y el poder de la tierra. El arte marcial se basa en los movimientos de animales, como el tigre, que se utiliza para ejecutar fuertes golpes, y la grulla, que se utiliza para aterrizar suavemente en la Tierra. Hay excepciones a esta regla: El estilo de Toph, quien es una maestra tierra ciega, se basa más en el Kung Fu de la Mantis religiosa (que requiere hacer contacto con el suelo para poder "ver"). 
El Tierra Control difiere de las otras Técnicas de control en que mantiene un equilibrio entre las capacidades ofensivas y defensivas. El Tierra Control utiliza un equilibrio de fuerza y defensa para superar a los oponentes.
El principio de Ying es la esencia de la estrategia de la batalla, con un total de 85 acciones posibles. El Ying positivo se produce cuando uno decide luchar mientras que el Ying negativo es cuando se opta por evadir. La disciplina de Tierra Control utiliza el Ying neutro, que consiste en escuchar, esperar y atacar en el momento oportuno.

## Técnicas de Tierra Control
El ataque más común consiste en hacer levitar trozos de tierra y piedras de diversos tamaños, y lanzarlos a los enemigos con movimientos de puñetazos o patadas. Los Maestros Tierra también pueden manipular la roca para utilizarla como escudo al estar frente a un contrincante. También puede arrojarse al oponente para hacer un contraataque rápido. Los Maestros Tierra pueden destruir fácilmente las rocas con puñetazos y patadas, incluso si tienen poca masa muscular. Esta técnica es útil cuando se enfrentan a otros Maestros Tierra, ya que les permite destruir cualquier proyectil de tierra que les lancen y liberarse de técnicas aprisionadoras. Sin embargo, esto no parece afectar a objetos que no estén hechos de tierra.
Los Maestros Tierra avanzados pueden hundir a sus oponentes en el suelo, creando un efecto de arena movediza al ablandar la tierra, esta técnica puede ser utilizada también para atravesar muros de roca o cristal o para suavizar la tierra en caso de una caída para garantizar un aterrizaje seguro. También funciona a la inversa, es posible compactar la arena para crear más proyectiles o volver más firme el terreno. Otra técnica común involucra generar pequeños terremotos o fisuras para sacar al oponente de balance.
Se ha visto que es posible crear armaduras con roca, metal o cristal. Esta otorga protección al cuerpo y aumenta la fuerza de los golpes a corta distancia, aunque reduce la flexibilidad.

## Controles de Tierra Avanzados

### Magnetismo Control
Los Maestros Tierra tienen una forma limitada de magnetismo la cual le permite adherirse a cualquier superficie hecha de tierra lo que les confiere grandes habilidades a la hora de escalar. En teoría también les podría servir para levitar siempre y cuando haya tierra o algún derivado de esta cerca, pero esto no ha sido comprobado.

### Cristal Control
Los Maestros Tierra pueden controlar el cristal, pues los cristales no son más que tierra que ha sido expuesta a altas presiones y temperaturas extremadamente calientes.

### Arena Control
Este es un estilo especializado, que hace insistencia en la manipulación de la arena. Los areneros, quienes fueron los desarrolladores originales de esta técnica, se mueven con rapidez en el desierto en madera especializada utilizando veleros impulsados por pequeñas tormentas de arena. Este estilo se asemeja a Aire y Agua Control más que a Tierra Control. 

### Lodo Control
Se ha visto que los Maestros Tierra también pueden manipular el lodo, al igual que los maestros agua. 

### Lava Control
la lava puede ser controlada por Maestros Tierra: pues es roca.

### Sentido sísmico
Una técnica desarrollada originalmente por los Tejones Topo, que son criaturas ciegas. Muchos Maestros Tierra expertos son capaces de sentir vibraciones a través del suelo, "ver" mediante la detección de su entorno y con ello formarse una imagen mental de él. Esto les da efectivamente un campo de 360 grados de "visión". Para que funcione, el usuario necesita tener contacto directo con el suelo, preferiblemente sin usar zapatos. No funciona en superficies de hielo, o de materiales que carecen de tierra, como la madera.  El sentido sísmico de Toph es tan agudo que es capaz de detectar incluso el movimiento de las hormigas, puede identificar a las personas por su forma de caminar, y casi siempre puede saber si alguien está mintiendo mediante la detección de sus reacciones físicas, como la respiración y el ritmo cardíaco.

### Metal Control
La mayoría de Maestros Tierra no son capaces de afectar a los metales procesados. Por lo general, la cantidad de rastro de tierra que sigue presente el metal es tan minúsculo que incluso los mejores Maestros Tierra no pueden detectarlos, por lo que es frecuente que se tome ventaja de esto para aprisionar a los Maestros Tierra. Sin embargo, debido a su capacidad de "ver" la tierra, Toph es capaz de localizar los pequeños fragmentos de tierra en el metal, y eso le permite "manipular" la parte metálica, aunque, en principio, no fue de controlar el metal con el mismo poder o facilidad con que hacía Tierra Control normalmente, pero finalmente consiguió dominar la técnica. Después de la guerra, Toph funda una academia para enseñar Metal Control, y al hacerse mayor ella y sus estudiantes forman una fuerza policíaca que hace uso de esta habilidad.

## Armas
Los Maestros Tierra frecuentemente utilizan martillos y abanicos (siendo estos últimos las armas de preferencia del Avatar Kyoshi) para complementar su control, y se ha dicho que la espada china dadao, una espada de guerra grande y pesada, o literalmente un "gran cuchillo", le vendría muy bien a un Maestro Tierra particularmente fuerte. En teoría, mazas gigantes y hachas pesadas también serían armas efectivas en el Tierra Control.

## Debilidades

### Conexión a tierra
Los poderes de los Maestros Tierra están muy ligados a la cantidad de tierra que tengan a su alrededor para controlar. Al aislarlos o alejarlos considerablemente de la tierra, como en el aire o en el océano, sus poderes son virtualmente inútiles. Sin embargo se ha demostrado que los Maestros Tierra son todavía capaces de hacer Tierra Control si el suelo que lo conectan a la tierra está hecho de metal. Algunos Maestros Tierra son capaces controlar la tierra a muy larga distancia de manera eficaz, muy posiblemente con la concentración pura. El Tierra Control puede tener ventaja o desventaja en función de la cantidad de presente de la tierra en las cercanías.

### metal o madera
Una extensión de la debilidad pasada. Debido a que la mayoría de los Maestros Tierra no son capaces de controlar el metal, pero los maestros tierra pueden manejar el metal ya que es un material purificado pero aun sigue siendo tierra encerrarlos en una prisión de metal separándolos de cualquier contacto con la tierra puede negar sus poderes pero pueden controlar las pequeñas partes no purificadas del metal. La madera no pueden ser objeto de Tierra Control, porque no es un mineral ni contiene ningún mineral en su interior.

## Maestros Tierra Notables
- Avatar Yangchen

- Kyoshi
- Avatar Roku
- Aang
- Korra
- Bolin
- Rey Bumi
- Toph Bei Fong
- Lin Beifong
- Su Yin Beifong
- Ghazam
- Kuvira
- Win y Wei
- Long Feng
- Los Dai Li
- Maestro Tierra de la Guardia Real
- Maestro Yu
- Xin Fu
- Haru
- Principiante
- Oma
- Shu
- Sud
- Equipo Terra
- General Sung
- General Fong
- La Piedra
- El Hippo